# Evippa lugubris
Evippa lugubris är en spindelart som beskrevs av Chen, Song och Kim 1998. Evippa lugubris ingår i släktet Evippa och familjen vargspindlar. Inga underarter finns listade i Catalogue of Life.